# Tom O'Brien
Pour l'acteur américain du cinéma muet, voir Tom O'Brien (acteur).
Thomas P. O'Brien, né le 5 octobre 1948 à Cincinnati, est un joueur et entraîneur américain de football américain.

## Biographie
O'Brien étudie à l'académie navale d'Annapolis où il joue pour l'équipe de football américain des Midshipmen de la Navy, comme defensive end. Pendant neuf ans, il fait partie du Corps des Marines des États-Unis.
En 1975, il rejoint le staff technique de George Welsh au sein de son ancienne équipe des Midshipmen. Il occupe cette place pendant six ans avant de partir pour l'université de Virginie où il reste pendant seize ans durant lesquelles, il est nommé coordinateur offensif de 1990 à 1996. 
Le 13 décembre 1996, il est nommé entraîneur des Eagles de Boston College. Après deux premières saisons difficiles, il parvient à qualifier son équipe à huit bowls consécutifs et à en remporter six. Il dispute les douze matchs de saison régulière avec les Eagles mais quitte l'équipe avant le Meineke Car Care Bowl pour signer avec les Wolfpack de North Carolina State. Frank Spaziani assure l'intérim pour ce match que le Boston College remporte.
Avec North Carolina State, il fait six saisons à ce poste, qualifiant son équipe à quatre bowls. Cependant, il est viré avant le Music City Bowl 2012 pour avoir manquer aux objectifs que lui avait fixer l'université. 
En janvier 2013, il retrouve les Cavaliers de la Virginie comme adjoint offensif de Mike London ainsi qu'entraîneur des tight ends.